# Domvs Romana
Domvs Romana – ruiny domu z czasów rzymskich, znajdujące się na granicy Mdiny i Rabatu (tuż przy murach miejskich Mdiny) na Malcie. Dom został zbudowany w I wieku p.n.e. jako arystokratyczny dom miejski (domus) w rzymskim mieście Melite. W XI wieku, na ruinach domus powstał muzułmański cmentarz. Miejsce zostało odkryte w roku 1881, i wykopaliska archeologiczne odsłoniły szereg dobrze zachowanych rzymskich mozaik, statuetek oraz innych przedmiotów, jak również pewną liczbę kamieni nagrobnych i innych pozostałości cmentarza. Od roku 1882 miejsce zostało udostępnione publiczności jako muzeum, prowadzone aktualnie przez Heritage Malta.

## Historia

### Dom rzymski

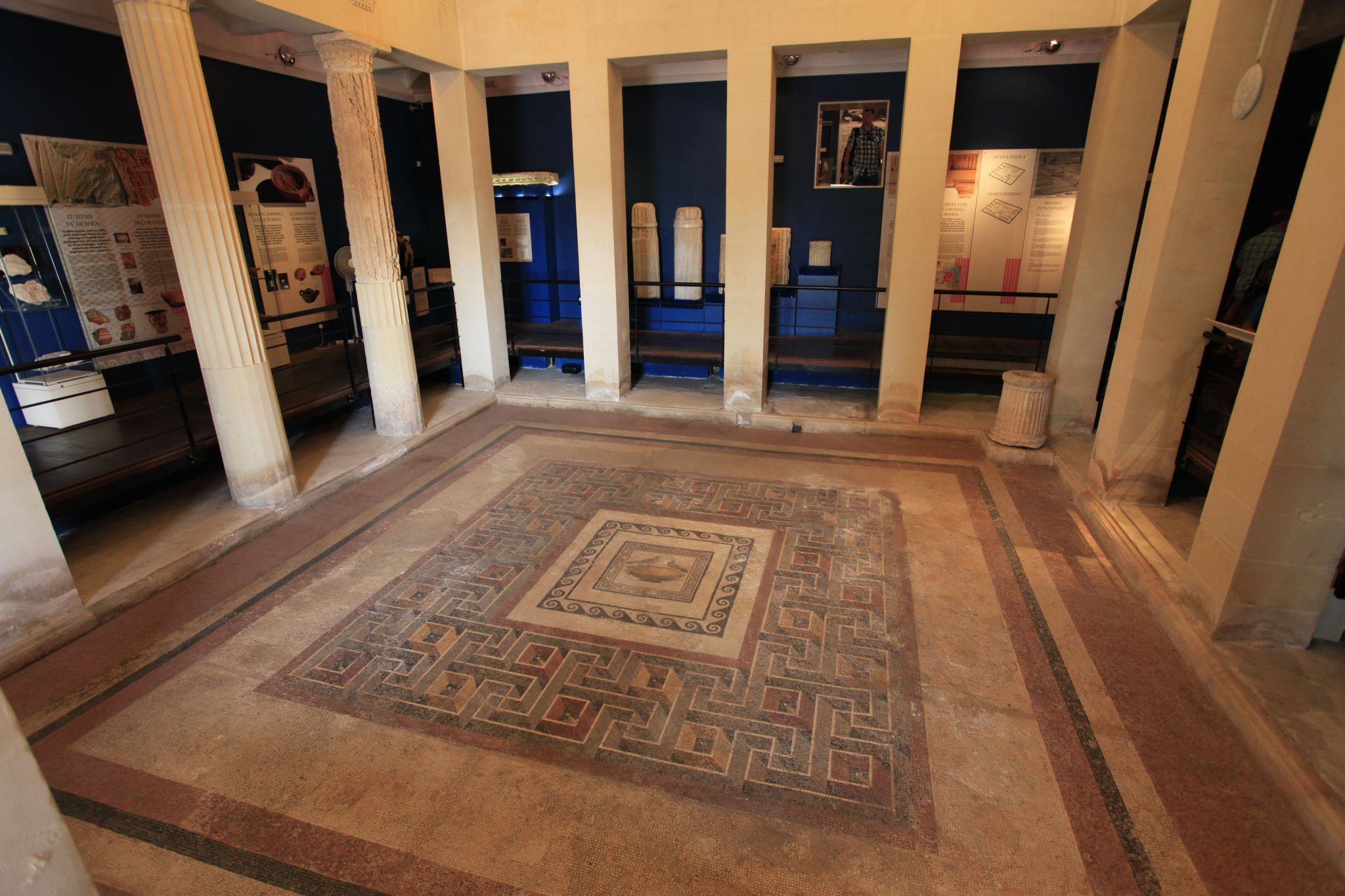
Mozaika w perystylu

Przypuszcza się, że Domvs Romana zbudowany został na początku I wieku p.n.e. i był używany do II wieku n.e. Budynek miał perystyl otoczony kolumnami, inspirowany architekturą antycznej Grecji, a jego najlepiej zachowaną częścią są starannie wykonane hellenistyczne w stylu mozaiki znalezione w perystylu i otaczających go pomieszczeniach, pokazujące ozdobne motywy i sceny mitologiczne. Do ich wykonania użyto dwóch rodzajów tesserae (kostki mozaikowej): opus vermiculatum na środku chodnika, oraz większe kostki opus tessellatum do tworzenia trójwymiarowych wzorów wokół głównego obrazu. Obraz starał się naśladować bardzo popularny motyw, który być może był namalowany po raz pierwszy przez artystę z Sophos. W domus znaleziono też dobrze wykonany tynk na ścianie, imitujący kolorowy marmur i pokazujący częściowo stylizowane elementy architektoniczne, które można umiejscowić pomiędzy pierwszym a drugim stylem pompejańskim.

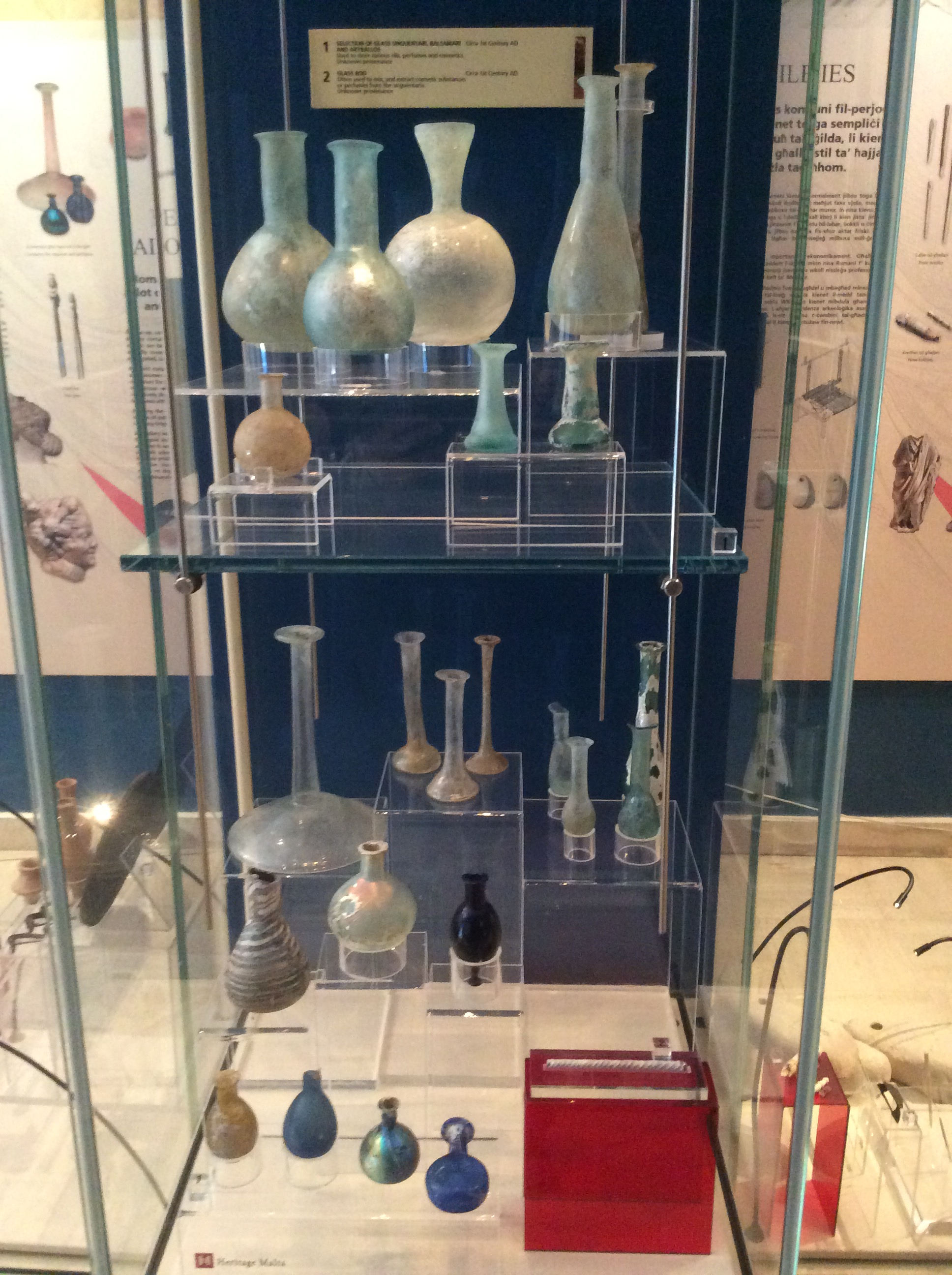
Ceramika szklana

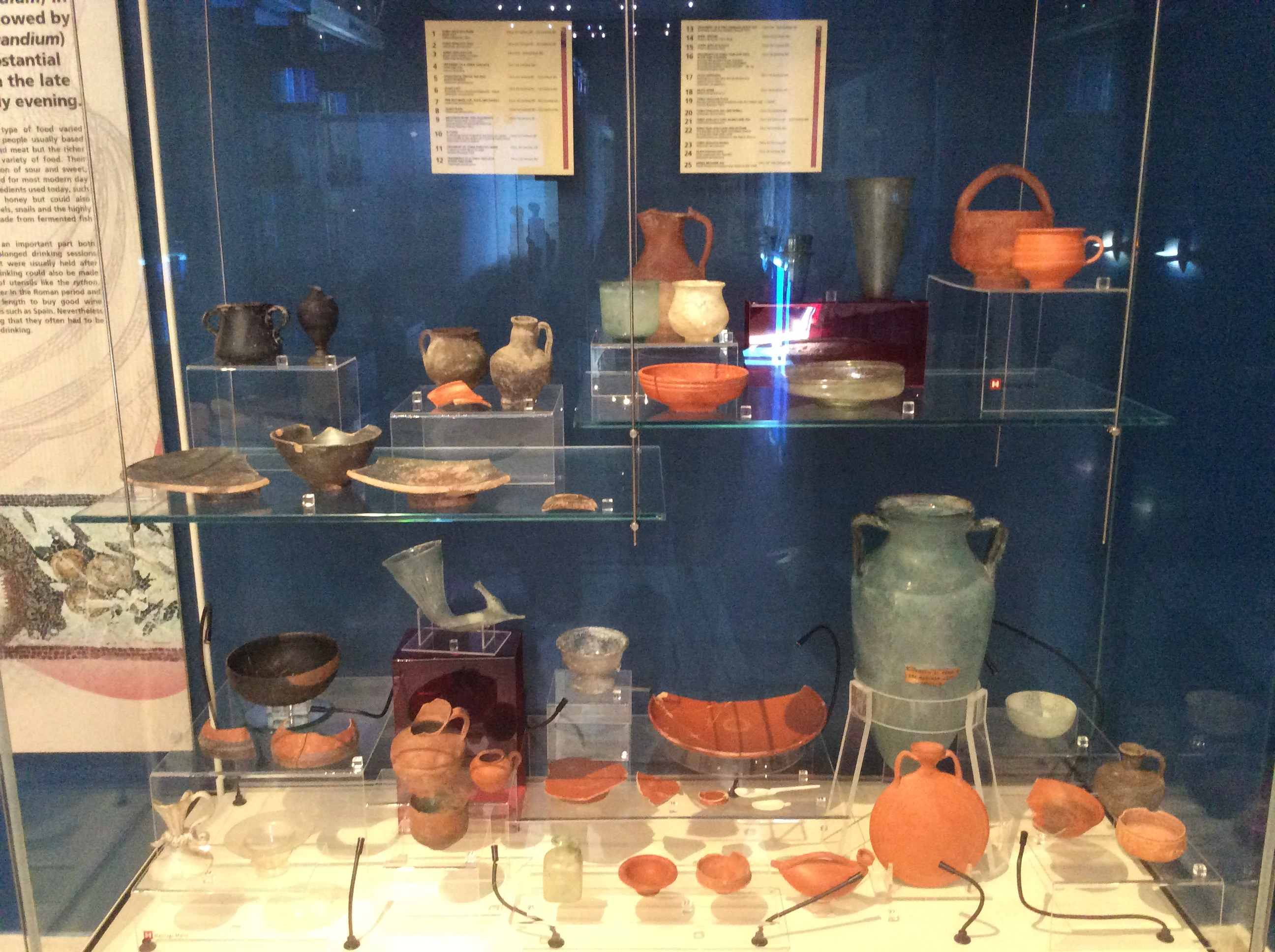
Ceramika stołowa

Chociaż w ciągu wieków dom uległ znacznemu zniszczeniu, jego mozaiki w dużej części przetrwały nietknięte, i są porównywalne z podobnymi znalezionymi w Pompejach oraz na Sycylii. Znaleziono tam też, pochodzące z I wieku n.e., statuetki rzymskiej rodziny cesarskiej, monety, naczynia szklane, ceramikę stołową, akcesoria kąpielowe, amfory i inne przedmioty artystyczne.

### Cmentarz muzułmański

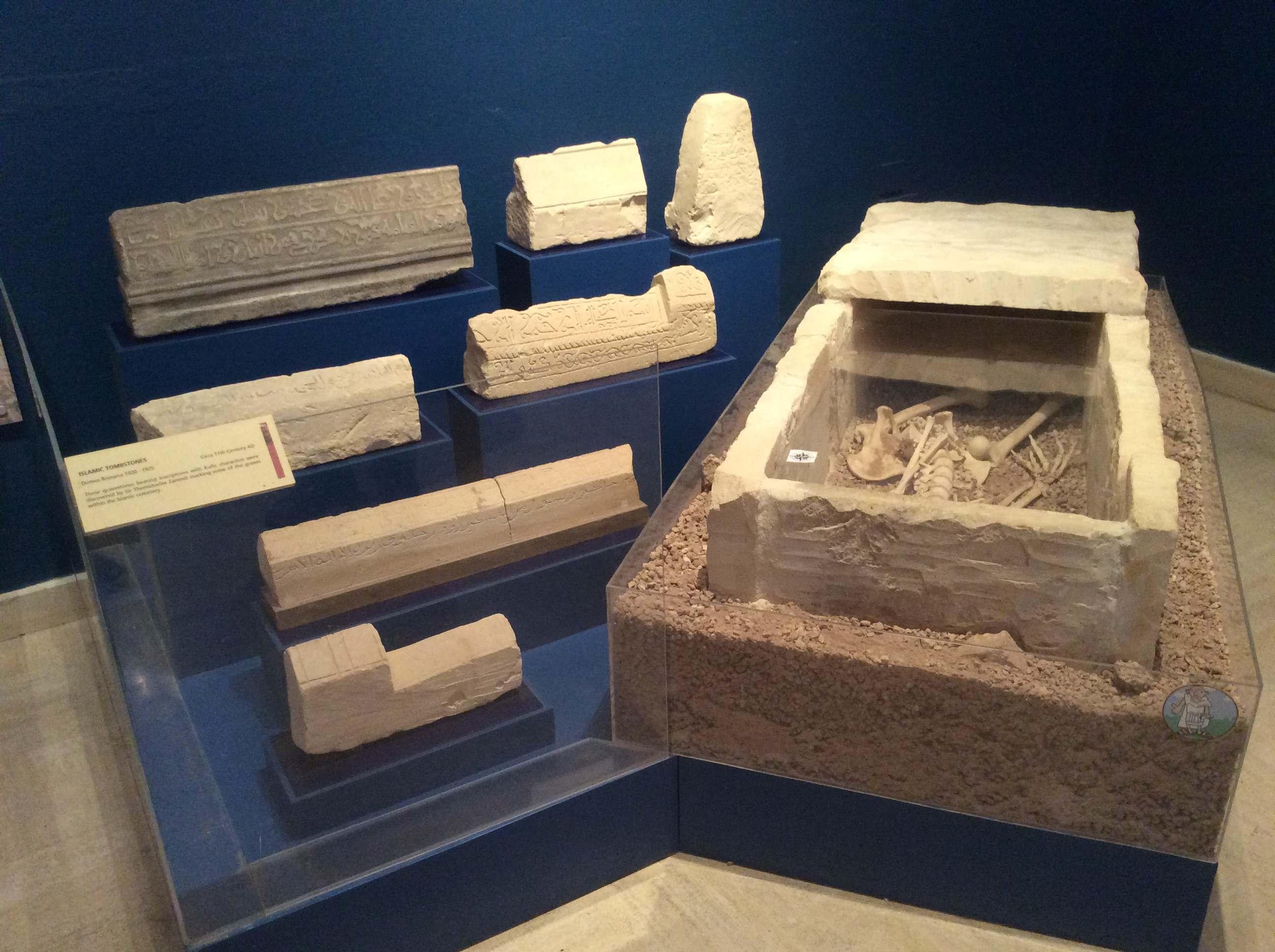
Sarkofag i wapienne nagrobki z cmentarza muzułmańskiego, dziś eksponowane w muzeum

W XI wieku, kiedy Malta była częścią kalifatu fatymidzkiego, miejsce, gdzie stał domus zamieniono na cmentarz. Podczas wykopalisk odkrytych zostało ponad 245 pochówków, jak też kilka wapiennych i jeden marmurowy nagrobek z inskrypcjami wykonanymi pismem Naskh i kufickim. Znaleziono też pewną ilość ceramiki i srebrną obrączkę.

## Odkrycie
Domvs Romana został odkryty przypadkowo w roku 1881 przez robotników podczas prac upiększających. Był następnie odkopywany przez wiodących ówczesnych archeologów, w tym Antonio Caruanę, sir Temistoklesa Zammita, Roberta V. Galeę, Harrisa Dunscombe Colta i Louisa Upton Waya.

## Muzeum

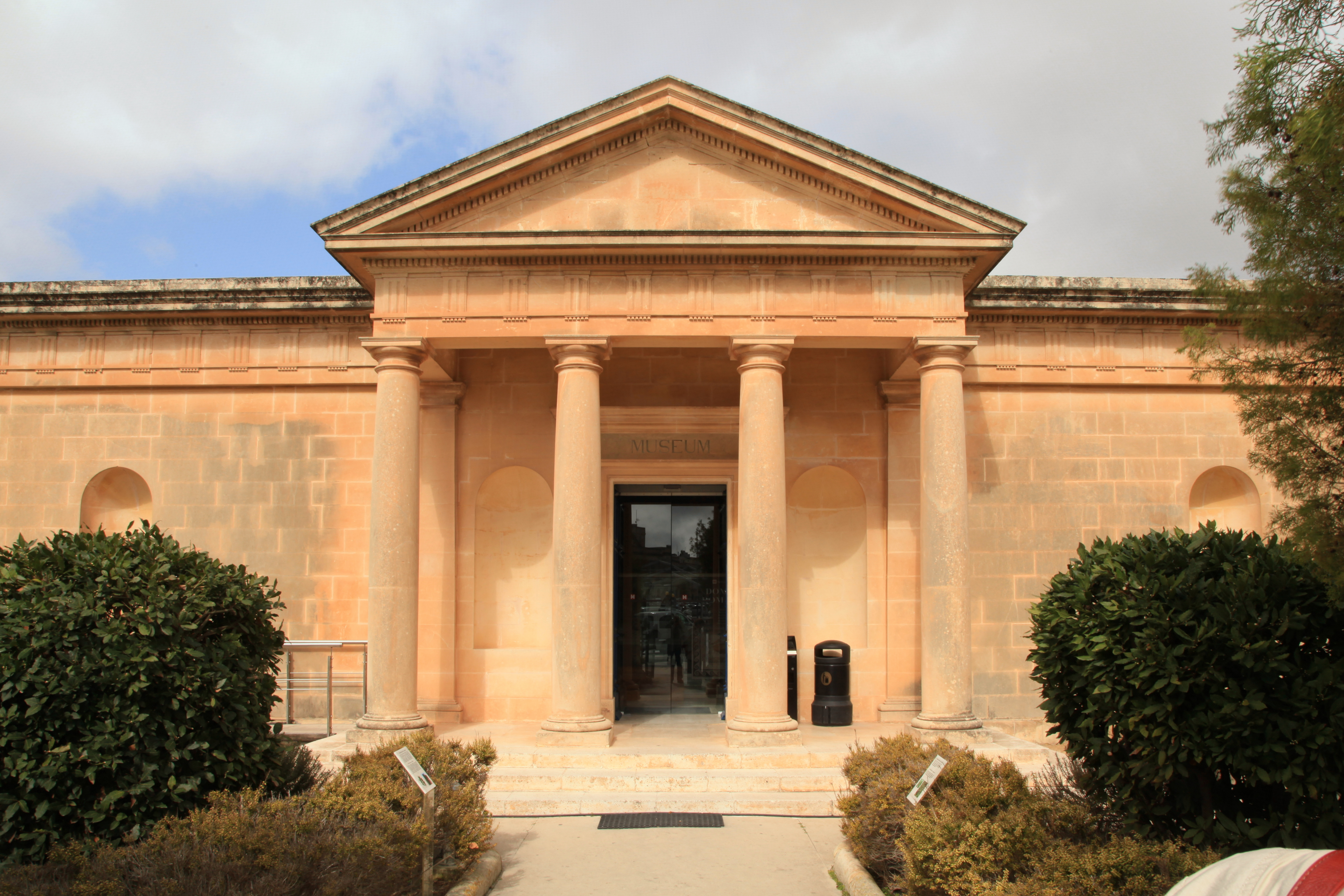
Muzeum Domvs Romana

Kiedy ruiny zostały odkryte, wokół perystylu zbudowane zostało muzeum, mające na celu zabezpieczenie mozaik. Otwarto je w lutym 1882 roku, i był to pierwszy budynek na Malcie, w którym mieściła się placówka muzealna konkretnego stanowiska archeologicznego. Muzeum znane było pierwotnie jako Museum of Roman Antiquities (Muzeum Zabytków Rzymskich), i oprócz mozaik oraz innych rzymskich i muzułmańskich wytworów rąk ludzkich odkopanych w domus, wystawiało też inne marmurowe znaleziska, pochodzące z czasów rzymskich, a znalezione w różnych miejscach Mdiny. W końcu zaczęto wystawiać również pozostałości z tego okresu znalezione na całej Malcie.
W roku 1922 muzeum zostało powiększone, dobudowana została neoklasycystyczna fasada oraz duża sala wystawowa.

Pozostałości domus wpisane zostały na „Antiquities List of 1925”. Podczas II wojny światowej muzeum było zamknięte; mieściła się tam placówka odnawiająca znaleziska. W roku 1945 muzeum zostało ponownie otwarte.
Mozaika w perystylu została odnowiona w drugiej połowie XX iweku, niestety podczas tego procesu została przypadkowo uszkodzona. Aktualnie Heritage Malta bada, jak naprawiać i zachowywać mozaikę, nie narażając jej na uszkodzenia. Wystawy muzeum były odnawiane w latach 2002–2005, i powtórnie w roku 2011.